# Список умерших в 1879 году
В этой статье представлен список известных людей, умерших в 1879 году.
- См. также: Категория:Умершие в 1879 году

## Январь
- 6 января — Андрей Десимон (72) — российский государственный деятель, тайный советник, вице-губернатор Грузии и Имеретии.
- 31 января — Такахаси Одэн — японская убийца; казнена (стала последней женщиной, приговоренной к смертной казни через обезглавливание в Японии).

## Февраль
- 6 февраля — Аусеклис (28) — латышский поэт-патриот.
- 6 февраля — Фёдор Кони (69) — русский драматург, театральный критик, мемуарист, историк театра.
- 10 февраля — Оноре Домье (70) — французский художник-график, живописец и скульптор, крупнейший мастер политической карикатуры XIX века.
- 27 февраля — Дмитрий Кропоткин (43) — русский государственный деятель, генерал-майор.

## Март
- 2 марта — Джулия Марта Томас — бывший школьный учитель, вдова, жертва преступления, совершённого её горничной Кейт Вебстер; дело об убийстве Томас стало одним из самых громких в Великобритании второй половины XIX века.
- 10 марта — Василий Садовников (78) — российский акварелист и график.
- 17 марта — Иустин (Михайлов) — епископ Владимирский и Суздальский.
- 24 марта — Евсевий (Ильинский) (69—70) — епископ Русской православной церкви, архиепископ Тверской и Кашинский.
- 24 марта — Карл Кармарш (75) — немецкий популяризатор техники, литератор.
- 30 марта — Тома Кутюр (63) — французский художник.

## Апрель
- 16 апреля — Бернадетта Субиру (35) — французская католическая святая, известная благодаря тому, что, (по её уверениям), ей являлась Дева Мария.
- 23 апреля — Владимир Аммон (52) — российский живописец, академик пейзажной живописи Императорской Академии художеств, член Товарищества передвижных художественных выставок.

## Май
- 7 мая — Шарль де Костер (51) — бельгийский франкоязычный писатель, автор романа «Легенда об Уленшпигеле».
- 14 мая — Генри Сьюэлл (71) — премьер-министр Новой Зеландии.
- 18 мая — Виктор Аскоченский (58) — российский поэт, писатель, журналист и историк XIX века.
- 26 мая — Валериан Осинский (26) — русский революционер-народоволец, террорист; повешен.

## Июнь
- 1 июня — Наполеон Эжен (23) — единственный ребёнок Наполеона III и императрицы Евгении Монтихо, последний наследник французского престола; погиб на Англо-зулусской войне.

## Июль
- 29 июля — Кейт Вебстер — горничная, совершившая убийство Джулии Томас (см. 2 марта); повешена.

## Август
- 5 августа — Иоганн Карл Зейдеман (72) — немецкий историк.
- 14 августа — Иван Лазарев (58) — российский генерал.
- 27 августа — Роуленд Хилл (83) — британский учитель, изобретатель и реформатор.
- 29 августа — Жанна Жюган (86) — французская католическая святая, основательница конгрегации Малых сестёр бедняков.
- 30 августа — Джон Белл Худ (48) — генерал армии Конфедерации во время Американской гражданской войны; жёлтая лихорадка.

## Сентябрь
- 17 сентября — Эжен Эммануэль Виолле-ле-Дюк (65) — французский архитектор, реставратор, искусствовед и историк архитектуры, идеолог неоготики.
- 22 сентября — Серветсеза Кадын Эфенди (56) — первая жена османского султана Абдул-Меджида I и приёмная мать Мехмеда V и Фатьмы Султан.
- 26 сентября — Филипп Морачевский (72) — украинский писатель, педагог, поэт-романтик, филолог, переводчик.
- 28 сентября — Алексей Лёвшин (80—81) — государственный деятель России; один из теоретиков реформы по освобождению крестьян, член Государственного Совета.
- 30 сентября — Иосиф Сокольский — болгарский православный архимандрит.

## Октябрь
- 2 октября — Антуан Шевриер (53) — блаженный римско-католической церкви, священник, основатель католического движения «Общество Прадо».
- 16 октября — Сергей Соловьёв (59) — русский историк, профессор (с 1848) и ректор 1871—1877) Московского университета.
- 24 октября — Николай Сементовский (60) — статский советник, русский и украинский писатель, археолог, историк.
- 31 октября — Джейкоб Эббот (75) — американский писатель для юношества, пастор.

## Ноябрь
- 1 ноября — Закария Чандлер (65) — американский политический деятель, мэр города Детройт и сенатор от штата Мичиган, 12-й министр внутренних дел США.
- 5 ноября — Джеймс Клерк Максвелл (48), британский (шотландский) физик, математик и механик; член Лондонского королевского общества (1861).
- 30 ноября — Джефферсон Коламбус Дэвис (51) — офицер армии США, участник Американо-мексиканской войны и Гражданской войны в США, позже участвовал в войне с модоками.

## Декабрь
- 14 декабря — Клод Минье (75) — французский офицер, известный решением проблемы проектирования надежной системы заряда винтовки, изобретатель пули Минье (1847 год) и винтовки Минье (1849 год).
- 16 декабря — Яков Брафман — журналист, публицист, памфлетист, автор антисемитских статей и книг.

## Дата неизвестна или требует уточнения
- Антон Идзковский — польский архитектор и теоретик архитектуры, представитель позднего классицизма.
- Сергей Чубаров — русский революционер-народник,дворянин.